# Final de la Copa del Món de Rugbi 1991
La Final Copa del Món de Rugbi 1991 fou la segona final d'una copa del món de rugbi i va ser l'últim partit d'aquesta competició. El partit es va jugar el 2 de novembre de 1991 a l'estadi de Twickenham a Londres, entre les seleccions d'Anglaterra i Austràlia, amb victòria pels de l'hemisferi Sud per 12-6.
Anglaterra havia arribat a la final jugant un joc de desgast, imposant la força per anar guanyant metres, però davant la crítica pública per aquest estil de joc, els amfitrions van optar per jugar un rugbi més obert a la final, amb el problema d'haver tingut poc temps per practicar-lo i automatitzar-lo. El que havia de ser, doncs, una sorpresa pels Wallabies es va convertir en una arma que va donar als australians la seva primera copa del món.

## Desenvolupament del partit

### Primera part
Davant 56.000 espectadors que omplien Twickenham. El partit començaria amb els australians mostren una sòlida defensa, amb Viliami Ofahengaue i Simon Poidevin com referents del mur contra el que xocaven els anglesos. Això va permetre que al minut 27, Michael Lynagh convertís una penalitat i inaugures el marcador pels Wallabies. A pesar que la possessió era anglesa, a poc menys de 3 minuts pel final de la primera part Tony Daly aconseguiria el primer assaig australià convertit per Lynagh. Al descans els oceànics dominaven per 9-0.

### Segona part
A la segona part Anglaterra va intentar seguir desplegant el joc que no havia desenvolupat al llarg del torneig, molt més obert i corrent amb pilota, però va topar amb el mur dels australians. Un cop de càstig anglès, va permetre a Webb anotar els primers punts del XV de la Rosa a la final, però ràpidament fou contestat per un altre cop de càstig de Lynagh. Les jugades angleses xocaren, una vegada rere l'altra, amb la defensa australiana, sobretot davant un incommensurable David Campese. Finalment, arribaria la jugada polèmica, quan l'àrbitre, el gal·les Derek Bevan concediria un cop de càstig a una jugada que els anglesos consideraven com a assaig de càstig. Web aprofitaria el xut a pals per posar el 12-6, que seria definitiu.

## Detalls del partit
| Austràlia                                | 12–6               | Anglaterra    | 22 de novembre de 1991 - Twickenham Stadium, Londres · Àrbitre: Derek Bevan ( Gal·les) |
| Assaig: Daly Con: Lynagh Pen: Lynagh (2) | [Fitxa del partit] | Pen: Webb (2) | 22 de novembre de 1991 - Twickenham Stadium, Londres · Àrbitre: Derek Bevan ( Gal·les) |

| Austràlia | Anglaterra |

| Austràlia   |    |                     |
|             |    |                     |
| FB          | 15 | Marty Roebuck       |
| RW          | 14 | Bob Egerton         |
| OC          | 13 | Jason Little        |
| IC          | 12 | Tim Horan           |
| LW          | 11 | David Campese       |
| FH          | 10 | Michael Lynagh      |
| SH          | 9  | Nick Farr-Jones (c) |
| N8          | 8  | Troy Coker          |
| BF          | 7  | Viliami Ofahengaue  |
| OF          | 6  | Simon Poidevin      |
| RL          | 5  | John Eales          |
| LL          | 4  | Rod McCall          |
| TP          | 3  | Ewen McKenzie       |
| HK          | 2  | Phil Kearns         |
| LP          | 1  | Tony Daly           |
| Entrenador: |    |                     |
| Bob Dwyer   |    |                     |

| Anglaterra   |    |                    |
|              |    |                    |
| FB           | 15 | Jonathan Webb      |
| RW           | 14 | Simon Halliday     |
| OC           | 13 | Will Carling (c)   |
| IC           | 12 | Jeremy Guscott     |
| LW           | 11 | Rory Underwood     |
| FH           | 10 | Rob Andrew         |
| SH           | 9  | Richard Hill       |
| N8           | 8  | Mike Teague        |
| OF           | 7  | Peter Winterbottom |
| BF           | 6  | Michael Skinner    |
| RL           | 5  | Paul Ackford       |
| LL           | 4  | Wade Dooley        |
| TP           | 3  | Jeff Probyn        |
| HK           | 2  | Brian Moore        |
| LP           | 1  | Jason Leonard      |
| Entrenador:  |    |                    |
| Roger Uttley |    |                    |

|  |